# Mamurra
Mamurra est un chevalier romain, intendant de Jules César dans les Gaules.
Il vivait au Ier siècle av. J.-C, amassa par ses exactions d’immenses richesses, et fit, à son retour, bâtir un palais magnifique sur le mont Cœlius.
Catulle a fait de sanglantes épigrammes contre ce favori de Jules César, justement décrié par ses rapines, par son luxe et par ses débauches. Dacier croit que la ville de Formies, qui, dans la satire V du livre Ier d’Horace, est appelée Mamurrarum urbs, lui appartenait. Mais il est plus probable que ce chevalier romain si décrié y avait seulement pris naissance, et que c’est un trait de satire qu’Horace lance en passant contre Mamurra. Formies dévient ainsi la ville des Mamurres parce que Mamurra l’a rendue célèbre par ses vices et ses déportements. Cela semble d’ailleurs plus dans le goût et le génie d’Horace, qui ne pouvait penser autrement que Catulle et tous les honnêtes gens de Rome sur ce fameux débauché.
Ce Mamurra est appelé ailleurs par Horace decoctor Formianus (le dissipateur, le mangeur de Formies), ce qui indique le cas qu’il en faisait. Il paraît que ce personnage était riche d’ailleurs, et avait à Rome une belle maison. Ce fut lui qui donna le premier, à Rome, l’exemple de faire incruster de marbre les murailles ; d’où cette sorte d’ornement prit en architecture le nom de décoration mamurrine.

## Source
« Mamurra », dans Pierre Larousse, Grand dictionnaire universel du XIXe siècle, Paris, Administration du grand dictionnaire universel, 15 vol., 1863-1890 [détail des éditions].
"Mamurra" dans Pierre BAYLE, Dictionnaire historique et critique 11e éd., 1820 